# صافور
قرية صافور هي إحدى القرى التابعة لمركز ديرب نجم في محافظة الشرقية في جمهورية مصر العربية. حسب إحصاءات سنة 2006، بلغ إجمالي السكان في صافور 14149 نسمة، منهم 7346 رجل و6803 امرأة.

## التاريخ
قرية صافور من القرى القديمة، واسمها الأصلي وقت الفتح الإسلامي لمصر «سابوور» (بالإنجليزية: Sabouour)، وقد وردت «صافور» في أعمال الشرقية ضمن قرى الروك الصلاحي التي أحصاها ابن مماتي في كتاب قوانين الدواوين. كما وردت «صافور» في أعمال الشرقية ضمن قرى الروك الناصري التي أحصاها ابن الجيعان في كتاب «التحفة السنية بأسماء البلاد المصرية». وفي العصر العثماني، ورد اسم «صافور» ضمن قرى ولاية الشرقية في التربيع العثماني الذي جرى في بداية العصر العثماني في مصر. كما وردت «صافور» ضمن قرى مديرية القليوبية
في تاريخ 1228هـ/1813م الذي عدّ قرى مصر بعد المسح الذي قام به محمد علي باشا. انتقلت تبعية القرية إلى مديرية القليوبية في تاريخ 1228هـ، ثم عادت حديثًا إلى محافظة الشرقية.